# Оскуй (село)
О́скуй — село в Чудовском районе Новгородской области. Входит в состав Грузинского сельского поселения. До 2005 года являлось центром Оскуйского сельсовета.

## История
В начале XIX века в селе существовала деревянная церковь Рождества Пресвятой Богородицы. В 1805 году село сгорело. В 1811—1812 годах в Оскуй построили новый каменный храм.
Храм был закрыт в 1939 году. Позже сломаны венчания, использовался в хозяйственных целях. В настоящее время заброшен.
С 2013 года ведутся работы по строительству нового храма во имя Новомучеников и исповедников российских.

## География
Село расположено на берегу реки Оскуя (приток Волхова) в 32 километрах к северо-востоку от районного центра, города Чудово. Через Оскуй проходит автомобильная дорога 49К-07 Чудово — граница с Ленинградской областью. К северо-востоку от села находится небольшое озеро Оскуйское.

## Улицы
В селе десять улиц и четыре переулка:
- ул. Большая Набережная
- ул. Зеленая
- ул. им Васильева
- ул. Лесная
- ул. Любищева
- ул. Малая Набережная
- ул. Сплавная
- ул. Тихвинская
- ул. Тони Михеевой
- ул. Центральная
- Дачный пер.
- им Берлинского пер.
- Крестьянский пер.
- Садовый пер.

## Население
| 2010 |
| ---- |
| 391  |

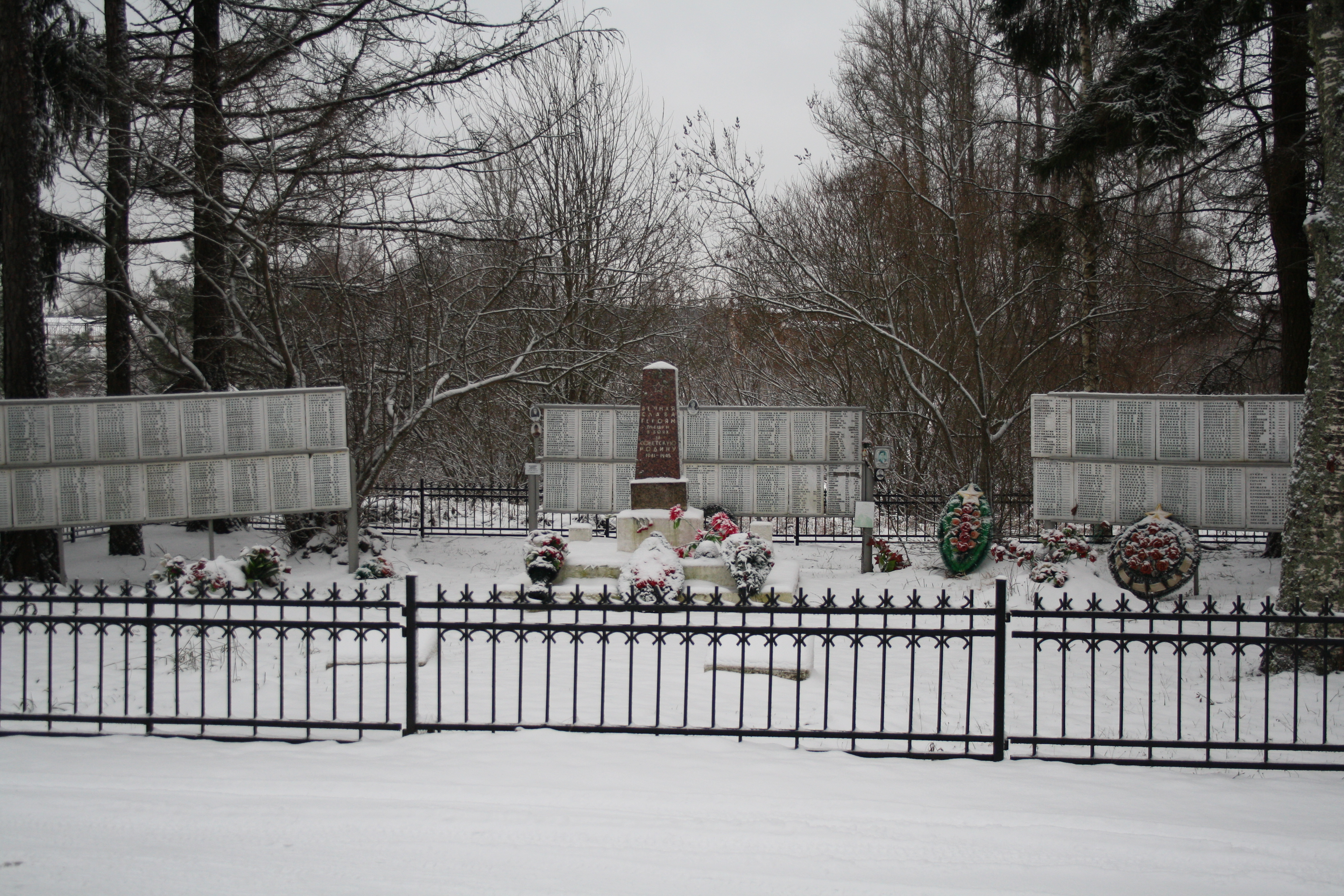
Братское воинское захоронение в селе Оскуй

По данным переписи 2002 года, население деревни составляло 555 человек (население всего Оскуйского сельсовета — 826 человек).
Согласно результатам переписи 2002 года, в национальной структуре населения русские составляли 96 % от жителей.

## Инфраструктура
- Магазины[10]
- Почтовое отделение[8]
- Основная общеобразовательная школа (закрыта в 2019 году)
- Стадион
- Библиотека (основана в 1902 году; в настоящее время фонд библиотеки составляет 10 870 книг)[11]

## Экономика
ООО «Оскуйские котики» — производство изделий народных художественных промыслов.